# John Connelly
John Michael Connelly (St Helens, 1938. július 18. – Barrowford, 2012. október 25.) világbajnok angol labdarúgó.
Az angol válogatott tagjaként részt vett az 1962-es és az 1966-os világbajnokságon.

## Sikerei, díjai
Burnley
- Angol bajnok (1): 1959–60
- Angol kupadöntős (1): 1961–62

Manchester United
- Angol bajnok (1): 1964–65

Anglia
- Világbajnok (1): 1966